# Serra moresca
La Serra moresca è sita all'interno di Villa Torlonia a Roma.

## Storia

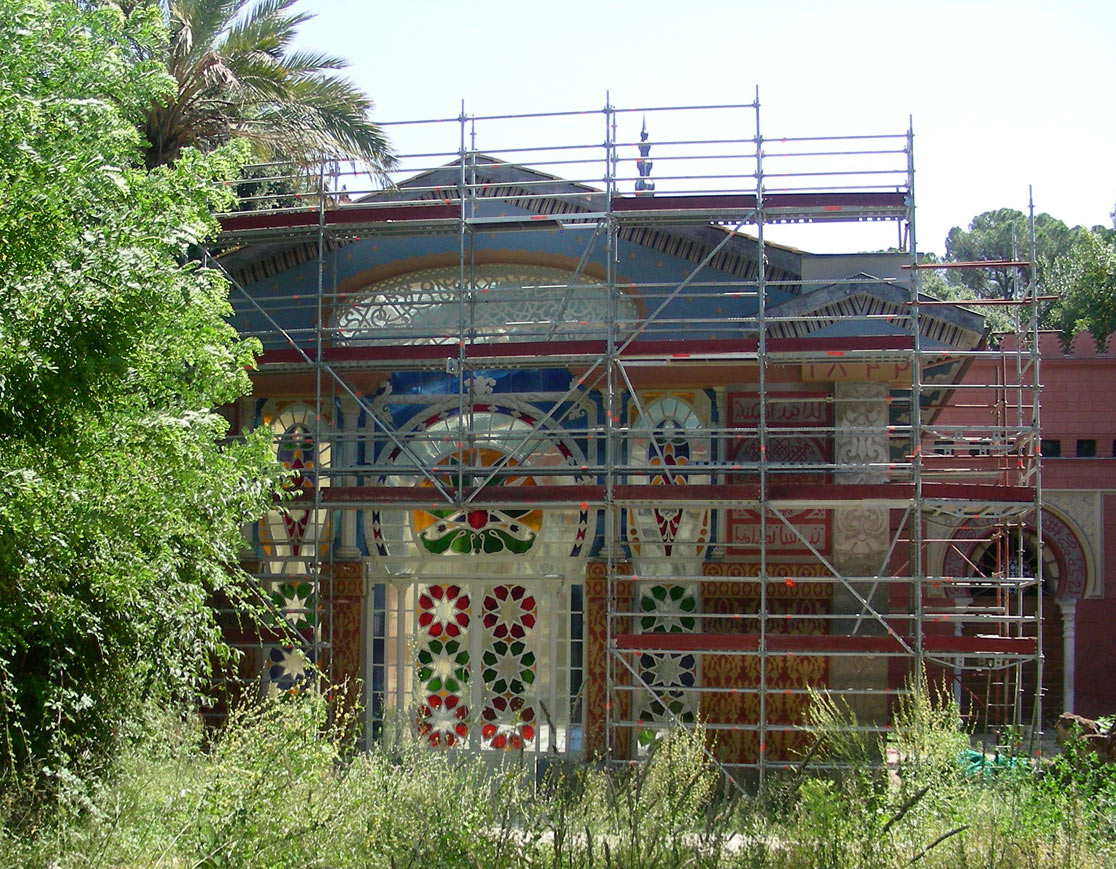
Veduta della serra nel 2011, durante i lavori di restauro

Un primo progetto della serra fu predisposto nel 1839 nel piano predisposto da Giuseppe Jappelli, con la dicitura "fabbrica entro cui trovasi e la grotta e l'Armeria e il Ninfeo, e la Pagoda indiana"; dello stesso anno è uno schizzo. Un progetto della pagoda è conservato nell'archivio della Biblioteca civica di Padova. Alla fine, tuttavia, Jappelli scelse lo stile neomoresco per la realizzazione della serra, forse influenzato dal libro illustrato di James Canavah Murphy The Arabian Antiquities of Spain (in italiano Le antichità arabe in Spagna) pubblicato a Londra nel 1816, una copia del quale si trova nella Biblioteca vaticana e che Jappelli stesso aveva consigliato a Giacomo Caneva, suo collaboratore nella realizzazione della serra. La motivazione di questa scelta va ricercata nella volontà di Jappelli di riproporre a Villa Torlonia, come per i giardini del Regno Lombardo-Veneto, un motivo del periodo di Ludovico Ariosto. Sono pervenuti due progetti a colori di Jappelli sulla serra risalenti al 1842, anche se la serie originale comprendeva sei progetti, con delle annotazioni per Caneva.
La costruzione della serra iniziò nel 1840. Successivamente, nel 1905, furono già apportate le prime modifiche con l'ampliamento del retro per realizzare l'abitazione del giardiniere che in seguito fu utilizzata dagli addetti del pollaio sito nei pressi.
L'edificio era ancora integro negli anni 1930, come dimostrato da una fotografia dell'epoca. Tuttavia la fragilità dei suoi elementi, tra cui il vetro, ne segnò in seguito il rapido degrado. Nel nuovo millennio la serra fu oggetto di lavori di restauro, e ha riaperto al pubblico nel dicembre 2021 come parte dei Musei di Villa Torlonia.

## Descrizione
Il prospetto principale è composto di sette scomparti con delle colonne in pietra albana con graffiti moreschi. Tutti gli scomparti erano scanditi da finestre policrome sormontate da colonne esagonali in ferro fuso. L'ingresso è posto sul lato minore dell'edificio con due leoni in marmo ai lati, oggi scomparsi, ed un arco moresco con frontone con fondo blu e stelle dorate in rilievo e caratteri cufico-tamurei di cui la traduzione in italiano è "il principe D. Alessandro e la nobilissima Teresa Torlonia". Nell'interno, era posto un cassettone con la terra destinata alle piante sormontato da una dozzina di colonne lignee sostenenti le piante stesse o sostenenti drappi e tendaggi per addobbi di festa. Anche il soffitto era ligneo con dipinti che sostengono una copertura di vetro trasparente. Jappelli aveva fatto porre sul lato settentrionale un pannello mobile con dei dipinti moreschi, questa parete era già sparita nel 1905 in quanto delle fonti citano delle vasche in travertino in cui l'acqua si immetteva da un'anfora sostenuta da una figura muliebre. La vasca è ancora nello stesso sito, mentre la figura femminile è stata spostata come ornamento di una fontana sita nel prospetto settentrionale del Casino dei Principi.

## Gli altri edifici e luoghi annessi
Edificio minore moresco
Arretrato al prospetto minore vi è un edificio sempre moresco ma più piccolo del principale. L'ingresso è a ferro di cavallo che faceva entrare nei locali adibiti alle cucine. La facciata era dipinta ad affresco. Sopra la porta vi era una scritta, sempre in caratteri cufico-tamurei, la cui traduzione in italiano è: "Scenda la benedizione di Dio sul Principe Alessandro Torlonia potente in Dio". Nella serra vi sono dei richiami ai suddetti libri di Murphy, tra cui: la zona inferiore delle pareti ed i pilastri angolari con decorazioni tratte dalla Grande moschea di Cordova, le porte in ghisa con il motivo tratto dalle decorazioni dell'Alhambra di Granada e le vasche sostenute da piccoli leoni sono quasi una versione mignon della fontana del Cortile dei Leoni dell'Alhambra.

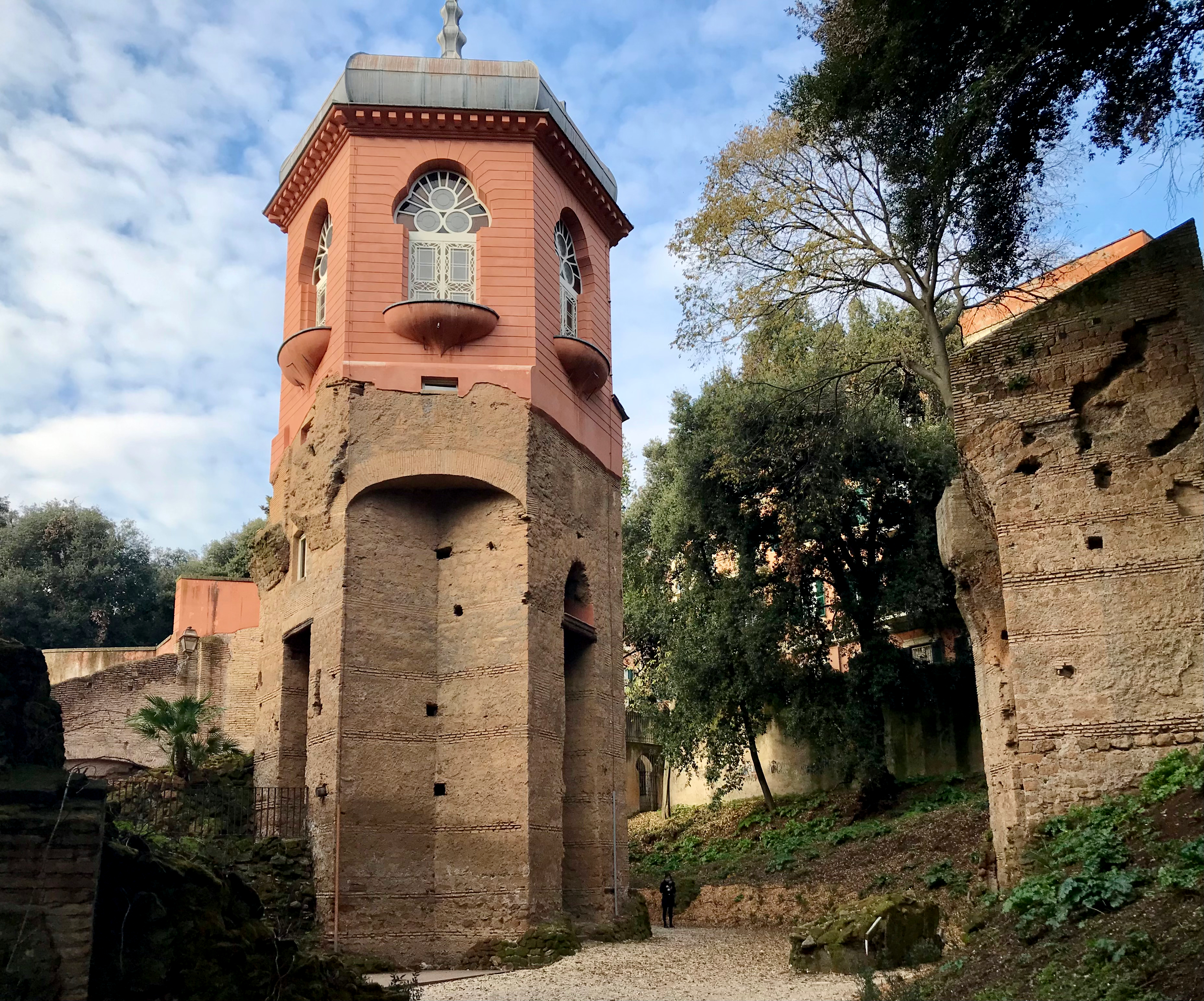
La torre moresca

Torre moresca
La torre è sita sul lato est della serra rispetto a cui è molto simile. Della torre rimangono solamente delle strutture murarie; vi si accedeva dalla grotta mediante una scala elicoidale che faceva entrare in tre ambienti posti su tre piani: una piccola stanza al primo piano, una cucina al secondo ed una piccola sala da pranzo al terzo. All'esterno vi è una scala di ferro che portava ad una loggia soprastante alla grotta. Esternamente la torre era dipinta in modo da imitare dei mattoni. Internamente, invece, le facciate erano dipinte di giallo con dei tondi celesti. Le finestre erano tonde o a ferro di cavallo con dei telai di ferro fuso con motivi moreschi in cui vi erano incastonati dei vetri variopinti. La sala da pranzo era di forma esagonale, anch'essa con decorazioni moresche. Gli stucchi della stanza erano dorati ed argentati con sfondi cremisi e blu oltremare. Le finestre erano fiancheggiate da colonne con arabeschi argentati e blu cobalto. Altri vetri colorati ornavano la stanza. Fuori ogni davanzale della stanza, inoltre, vi erano delle piccole vasche in piombo ove nuotavano dei pesci. Sul pavimento e sul soffitto vi erano dei vivaci disegni. A ridosso delle pareti vi erano dei sedili con tessuto di Damasco. Al centro della sala vi era un divano che si trasformava in un baldacchino e, nel frattempo, dalla cucina sottostante, saliva una tavola imbandita. Di questo meccanismo restano solamente alcune tracce.
Grotta moresca
Anch'essa fu costruita su progetto di Jappelli nel 1840. Successivamente fu in gran parte demolita nel 1908. Attualmente ne sono ancora visibili l'accesso, due grandi massi  tufacei che venivano per l'appoggio di una passerella sopraelevata e di un piccolo locale annesso alla base della scala della torre. Nell'interno della grotta vi sono ancora delle finte stalattiti e stalagmiti ricoperte di muschi ed altre piante. L'ingresso è a ridosso della Serra moresca. Sopra la cancellata vi è la scritta in rilievo Ninphae Loci. La zona destra della grotta si raccordava con il corpo di fabbrica cui, tramite la scala elicoidale portava alla torre. Dentro la grotta vi erano dei piccoli laghetti. A metà altezza vi era una passerella con dei ponticelli di legno. La grotta con edificio sovrastante venne ripresa dalla Villa di Carlo Torlonia a Castel Gandolfo.